# Nikolai Rainow

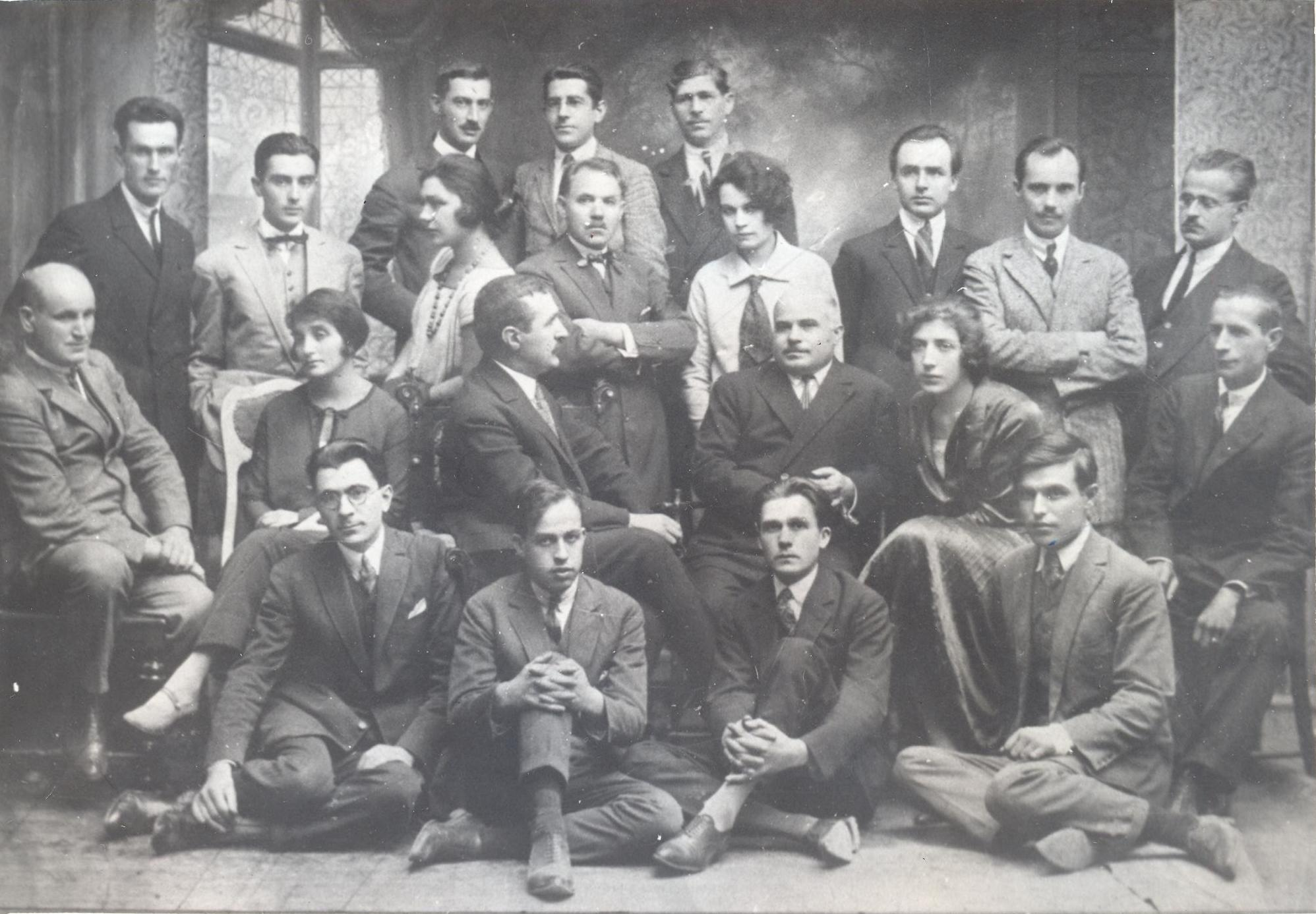
Nikolai Rainow, rechts außen auf Stuhl in der zweiten Reihe sitzend, zwischen 1925 und 1927

Nikolai Iwanow Rainow (bulgarisch Николай Иванов Райнов; * 13. Januar 1889 in Kessarewo; † 2. Mai 1954 in Sofia) war ein bulgarischer Schriftsteller und Kunstwissenschaftler.

## Leben
Rainow absolvierte die Kunstakademie in Sofia und studierte dann in Paris. 1919 wurde sein Sohn Bogomil Rainow geboren, der ebenfalls ein bekannter Schriftsteller wurde. Ab 1927 war er als Professor an der Sofioter Kunstakademie tätig. Rainow war Mitglied der Bulgarischen Akademie der Wissenschaften.
Seine Werke waren vom Symbolismus und Mystizismus beeinflusst und verarbeiteten Legenden, vor allem aus der bulgarischen Geschichte und auch orientalische Motive. Außerdem veröffentlichte er kunstwissenschaftliche Arbeiten.

## Werke (Auswahl)
- Prikazki ot cjal svjat, Sofia, 1974
- Märchen aus aller Welt, Sofia 1985
- Bulgarische Märchen, Sofia 1987
- Die Braut des Vampirs, Leipzig 2006